# Алиса Бретонская (графиня Блуа)
Алиса Бретонская (Аликс; 6 июня 1243 — 2 августа 1288) — бретонская аристократка, дама де Понт-Арси, член дома де Дрё, старшая дочь герцога Бретани Жана I и Бланки Наваррской. Супруга Жана I де Шатильона. Алиса была известна тем, что основала религиозные дома, включая монастырь Ла-Гиш, где позже была похоронена.

## Биография
Алиса (Аликс), названная в честь бабушки по отцовской линии Аликс де Туар, родилась 6 июня 1243 года в Шато-Сусиньо в Сарзо, Морбиан, Бретань. Алиса носила титул дама де Понт-Арси с своём праве.
Через некоторое время после подписания брачного контракта 11 декабря 1254 года она вышла замуж за Жана I, графа Блуа из дома Шатильон. После этого она стала графиней Блуа. Приданым её были титулы Понт-Арси и де Бри-Конта-Роберта, которые были названы в честь её предка Роберта I де Дрё. В браке родился один ребёнок, дочь Жанна, которая была наследницей отцовского титула и владений. В 1270 году её муж был назначен генерал-лейтенантом Франции.
Благодаря браку Алисы с Жаном, шато де Бри-Конт-Робер перешло к семье Шатильон.
Алиса и Джон основали несколько религиозных домов, в том числе монастырь Ла-Гиш близ Блуа в 1277 году. Она стала вдовой 28 июня 1279 года. В 1287 году, за год до своей смерти, Алиса отправилась в Палестину. Оттуда она отправилась в Сирию, где заказала возведение двух башен-барбиканов в Акко.
Алиса умерла 2 августа 1288 года и была похоронена в монастыре Ла-Гиш, который основала ранее. Её отец, герцог Жан, умер всего за два года до неё. Её дочь Жанна, графиня Блуа, была замужем за Пьером, графом Перша и Алансоном, сыном короля Франции Людовика IX и Маргариты Прованской. Однако, поскольку её два сына умерли в раннем детстве, род Алисы пресёкся с её смертью.